# Noël Guéneau de Mussy
Pour les articles homonymes, voir Guéneau de Mussy.
Noël François Odon Guéneau de Mussy, né le 6 novembre 1813 à Paris et mort le 2 juin 1885 dans la même ville, est un médecin et chirurgien français, membre de l'Académie de médecine.

## Biographie
Né à Paris en 1813, d'une famille originaire de Semur-en-Auxois, Noël François Odon Guéneau de Mussy est le fils de l'écrivain et cofondateur de l'université de France, Philibert Guéneau de Mussy,et d'Augustine Françoise Marie Hallé, fille d'un professeur d'hygiène à la faculté de médecine. Il est le neveu de François Gueneau de Mussy, médecin de l'Hôtel-Dieu, membre de l'Académie de médecine et directeur de l'Ecole Normale Supérieure. Il avait aussi pour ascendant Lorry, l'un des médecins de Louis XV et des grands peintres (les Hallé, Largillière, Restout, Jouvenet, Fremin, Delafosse). Du côté maternelle, il est lié à Voltaire.
À l'issue de ses études de médecine, il devient, en 1835 interne des hôpitaux de Paris et obtient son diplôme en 1837. En 1842 il exerce la fonction de médecin des hôpitaux de Paris, notamment à l'Hôpital Saint-Antoine, à l'Hôpital de la Pitié et à l'Hôtel-Dieu de Paris,. 
Il épouse le 24 mai 1847 Claire Amélie Rozet (1825-1859), petite-fille d'Antoine Laurent de Jussieu, dont il a cinq enfants : Noël (1848-1906), Odon Charles Adam Philibert (1849-1931), Léon (1850-1853), René (1851-1883) et Henry (1854-1929).Il se remarie le 23 octobre 1862 avec Isabelle Mac Swiney (1835-1892), dont il a trois autres enfants : Valentine (1863-1932), Pierre (1865-1865) et Noëlie (1867-1947). Il meurt le 2 juin 1885 à son domicile dans le 8e arrondissement de Paris,.
Il est officier de la Légion d'honneur, et a été décoré d'un ordre étranger conféré par Maximilien, empereur du Mexique.

## Travaux
Guéneau de Mussy a deux assistants de renom comme collaborateurs : l'ophthalmologiste Henri Parinaud (1844-1905) et le chirurgien pédiatrique Édouard Francis Kirmisson. Il se spécialise dans certaines affections et contribue à la recherche médicale sur la coqueluche, l'angine, la glossite (inflammation de la langue), l'hyperthyroïdie (maladie de Basedow) et la pleurésie. 
Il laisse son nom en postérité pour désigner les points douloureux appelés « point de Noël Guéneau De Mussy » dans la pleurésie diaphragmatique.

## Œuvres et publications
- Traité de l'angine glanduleuse et observations sur l'action des Eaux-Bonnes dans cette affection, précédés de considérations sur les diathèses Paris, Éditions Masson, Paris : 1857.
- Exposé des titres et travaux scientifiques (1839-1864), Paris, Impr.de E. Martinet, 1864, Texte intégral.
- Clinique médicale A. Delahaye (Paris), 1878-1885

1. Tome premier, 1874, lire en ligne sur Gallica
2. Tome second, 1875, lire en ligne sur Gallica
3. Tome troisième, 1884, lire en ligne sur Gallica
4. Tome quatrième , 1885, lire en ligne sur Gallica

- Remerciements adressés par le Dr Noël Gueneau de Mussy à ses anciens internes et à plusieurs autres de ses anciens élèves, qui lui avaient offert, à l'occasion de sa sortie des hôpitaux, une copie en bronze de la Charité de M. Dubois, impr. de Malteste (Paris), 1889, lire en ligne sur Gallica.